# Kielosaari (ö i Södra Savolax, S:t Michel, lat 61,90, long 27,10)
Kielosaari är en ö i Finland. Den ligger i sjön Harjujärvi och i kommunen Sankt Michel i den ekonomiska regionen  S:t Michel och landskapet Södra Savolax, i den södra delen av landet, 220 km nordost om huvudstaden Helsingfors. Öns area är 2 hektar och dess största längd är 330 meter i sydöst-nordvästlig riktning.